# Oediblemmus olcesei
Oediblemmus olcesei är en insektsart som först beskrevs av Bolívar, I. 1885.  Oediblemmus olcesei ingår i släktet Oediblemmus och familjen syrsor. Inga underarter finns listade i Catalogue of Life.